# Liên hoan phim Việt Nam lần thứ 16
Liên hoan phim Việt Nam lần thứ 16 được tổ chức từ ngày 8 đến ngày 12 tháng 12 năm 2009 tại thành phố Hồ Chí Minh với khẩu hiệu "Vì một nền điện ảnh Việt Nam đổi mới và hội nhập. Đây là lần thứ 3 Liên hoan phim Việt Nam được tổ chức tại thành phố Hồ Chí Minh sau kỳ trao thưởng thứ 4 và thứ 6 vào năm 1977 và 1983. Đồng thời năm 2009 cũng là kỷ niệm 50 năm ngày thành lập ngành Điện ảnh Việt Nam theo sắc lệnh số 147/SL ngày 15 tháng 3 năm 1953 của Chủ tịch Hồ Chí Minh.
Lễ khai mạc diễn ra vào ngày 8 và được truyền hình trực tiếp trên HTV7, đêm bế mạc diễn ra vào ngày 12 tại Nhà hát Hòa Bình và được truyền hình trực tiếp trên HTV9. Ngoài các đơn vị trong nước, đến dự liên hoan phim còn có các đoàn điện ảnh quốc tế như Campuchia, Hàn Quốc, Lào, Phần Lan, Trung Quốc, Hoa Kỳ, Nga, Nhật Bản và Singapore.

## Tổ chức

### Chuẩn bị
Từ ngày 1 đến ngày 10 tháng 10, các đơn vị có phim đủ điều kiện tham gia liên hoan phim sẽ tiến hành gửi phiếu đăng ký về ban tổ chức. Các hồ sơ đăng ký phải tuân theo quy định đã đưa ra trước đó, ngoài phiếu đăng ký theo mẫu, bản photo giấy phép phổ biến phim và công văn xác nhận phim dự thi chưa tham dự Liên hoan Truyền hình toàn quốc, hồ sơ còn phải gửi kèm tài liệu về tiểu sử đạo diễn, ảnh của phim và 1 đĩa DVD quảng cáo phim. Ngày 25 tháng 11, ban tổ chức liên hoan phim đã tổ chức họp báo và công bố danh sách 99 tác phẩm tham gia tranh giải bao gồm 15 phim truyện nhựa, 11 phim video, 53 phim tài liệu khoa học và 20 phim hoạt hình của 29 đơn vị sản xuất phim. Trong đó 6 trên tổng số 15 phim truyện nhựa là sản phẩm của các hãng phim tư nhân, số còn lại Hãng phim truyện Việt Nam có 3 phim, Hãng phim Giải Phóng, Hãng phim truyện 1 và Hãng phim Hội Điện ảnh Việt Nam đều có 2 phim.
Cơ cấu giải thưởng kỳ liên hoan phim này có một số thay đổi so với các kỳ trao giải trước, trong đó mỗi hạng mục bao gồm phim truyện nhựa, phim truyện video, phim tài liệu, phim khoa học và phim hoạt hình đều sẽ có giải Bông sen vàng; không như một số kỳ liên hoan phim đã không trao giải Bông sen vàng. Bên cạnh các hạng mục giải thưởng chính như Bông sen vàng, Bông sen bạc và giải thưởng của Ban giám khảo cho phim truyện nhựa, phim truyện video, phim tài liệu, phim khoa học và phim hoạt hình, một số giải khác cũng được trao tại liên hoan phim lần này như giải thưởng của Cục Điện ảnh cho phim truyện nhựa được khán giả của liên hoan phim yêu thích nhất và giải thưởng cho phim truyện nhựa của ban giám khảo báo chí. Từ ngày 3 đến ngày 7 tháng 12, ban giám khảo báo chí sẽ cùng ban giám khảo chính thức của liên hoan phim xem các phim truyện nhựa tham dự giải tại Trung tâm Chiếu phim Quốc gia. Đây là lần đầu tiên giải báo chí được đưa vào khuôn khổ liên hoan phim này, đồng thời ban tổ chức dự định sẽ tiếp tục giữ giải này cho các kỳ liên hoan phim sau.

### Khai mạc và công chiếu
Tối ngày 8 tháng 12, lễ khai mạc chính thức diễn ra tại Trung tâm Hội nghị White Palace, Thành phố Hồ Chí Minh. Theo kế hoạch, người được chọn thực hiện nghi lễ kéo cờ tại lễ khai mạc là hai diễn Ngô Thanh Vân và Chi Bảo, nhưng cả hai đã từ chối tham gia. Đến tham dự lễ khai mạc có rất nhiều nghệ sĩ, nhà làm phim Việt Nam thuộc nhiều thế hệ khác nhau. Chương trình được truyền hình trực tiếp từ 20 giờ 15 phút với lời giới thiệu của hai MC là người mẫu, diễn viên Bình Minh và hoa hậu Giáng My ở khu vực thảm đỏ. Đến 20 giờ 30 phút, chương trình khai mạc chính thức bắt đầu với sự dẫn dắt của hai MC Thanh Bạch và Hồng Phượng. Chương trình nghệ thuật trong đêm khai mạc do đạo diễn Đinh Anh Dũng thực hiện.
Từ ngày 8 đến ngày 11, các bộ phim tham gia liên hoan phim sẽ lần lượt được công chiếu tại nhiều rạp phim của thành phố Hồ Chí Minh. Trong đó 15 phim truyện nhựa sẽ được chiếu tại rạp Thăng Long ở quận 3, các thể loại khác sẽ được chiếu tại Trung tâm Fafilms ở quận 1, rạp Đống Đa ở quận 5 và rạp Đại Đồng ở quận 3. Trong 3 ngày 8, 9 và 10 tháng 12, ban tổ chức tiến hành xuất bản đặc san, kỷ yếu và cho ra các bản tin nhanh về liên hoan phim để phục vụ khán giả. Bên cạnh các bộ phim Việt Nam tham gia tranh giải, một số phim truyện nước ngoài cũng được các đoàn đại biểu quốc tế mang đến trình chiếu cho khán giả Việt Nam.

### Bế mạc và trao giải
Tối ngày 12, lễ bế mạc diễn ra tại Nhà hát Hòa Bình. Tại hạng mục phim truyện nhựa, bộ phim Đừng đốt đã mang về cho đạo diễn Đặng Nhật Minh 2 giải thưởng lớn bao gồm Bông sen vàng và Biên kịch xuất sắc. Đạo diễn Đặng Nhật Minh đã từng nhận được 2 giải thưởng này tại Liên hoan phim Việt Nam lần thứ 6 năm 1983 cũng tổ chức tại thành phố Hồ Chí Minh với bộ phim Thị xã trong tầm tay. Đây được xem là sự trùng hợp thú vị khi Liên hoan phim Việt Nam một lần nữa trở lại thành phố Hồ Chí Minh sau 26 năm. Nếu tại Liên hoan phim Việt Nam lần thứ 6 vào năm 1983, đạo diễn Đặng Nhật Minh lần đầu tiên gây được tiếng vang lớn với Bông sen vàng đầu tiên, thì đến kỳ liên hoan phim này ông đã là một Nghệ sĩ nhân dân với hàng loạt giải thưởng lớn trong và ngoài nước. Không chỉ giành được giải thưởng cao nhất ở hạng mục chính, Đừng đốt còn là bộ phim dẫn đầu về số lượng phiếu bầu từ ban giám khảo báo chí với 10/11 phiếu.
Ngoài Bông sen vàng trong dự liệu cho Đừng đốt, nhiều giải thưởng khác tại hạng mục phim truyện nhựa đã gây ít nhiều bất ngờ cho khán giả. Nhiều ý kiến cho rằng, xếp sau Đừng đốt là các phim Chơi vơi, Trăng nơi đáy giếng hoặc Huyền thoại bất tử. Chơi vơi là bộ phim gây tiếng vang lớn trên thị trường quốc tế của đạo diễn Bùi Thạc Chuyên, đã đoạt được giải thưởng tại Liên hoan phim Venezia và được công chiếu tại 2 liên hoan phim quốc tế khác. Trăng nơi đáy giếng và Huyền thoại bất tử đều được xem là phim bom tấn của Việt Nam vào thời điểm bấy giờ, cũng đã nhận được giải thưởng cao nhất tại Giải Cánh diều 2008. Nhưng cuối cùng 2 giải Bông sen bạc thuộc về Trăng nơi đáy giếng và Rừng đen, phim Huyền thoại bất tử nhận được giải thưởng của Ban giám khảo và Chơi vơi chỉ nhận được giải thưởng cá nhân cho Đạo diễn xuất sắc, Họa sĩ xuất sắc và Quay phim xuất sắc. Riêng bộ phim 14 ngày phép đã nhận được số phiếu bình chọn từ khán giả cao nhất và giành được giải thưởng ở hạng mục này.
Ở hạng mục phim truyện phim video, Mười ba bến nước của đạo diễn Đặng Thái Huyền đã lập một kỷ lục đặc biệt khi chiến thắng 6 giải thưởng bao gồm Bông sen vàng, Đạo diễn xuất sắc, Quay phim xuất sắc, Diễn viên nam, nữ chính xuất sắc và Nữ diễn viên phụ xuất sắc.

### Bên lề
Bên cạnh sự kiện chính, nhiều hoạt động liên quan khác cũng được tổ chức song song trong suốt khoảng thời gian diễn ra liên hoan phim. Tối ngày 7 tháng 12, chương trình ca nhạc với chủ đề Ấn tượng nhạc và phim đã được tổ chức tại Nhà hát Hòa Bình và được truyền hình trực tiếp trên kênh HTV2. Hội chợ "Điện ảnh với công chúng" cũng được tổ chức kéo dài suốt 5 ngày liên hoan phim diễn ra để trưng bày và bán các sản phẩm liên quan đến điện ảnh. Ngoài ra, các cuộc hội thảo chuyên đề về điện ảnh cũng được tổ chức ở các địa điểm khác nhau: "Phim ngắn Việt Nam trong bối cảnh hội nhập quốc tế" tại khách sạn Caravelle, "Xây dựng dự án và huy động vốn sản xuất phim" tại khách sạn Kim Đô và "Làm phim công nghệ HD và công tác chiếu phim lưu động" tại rạp Đống Đa; đồng thời một số hoạt động khác cũng được tổ chức xen kẽ trong những ngày liên hoan phim diễn ra.

## Ban giám khảo

### Phim truyện nhựa
| Tên             | Danh hiệu            | Nghề nghiệp             | Chức vụ                                                                           | Vai trò                |
| --------------- | -------------------- | ----------------------- | --------------------------------------------------------------------------------- | ---------------------- |
| Trần Luân Kim   | Phó Giáo sư, Tiến sĩ | Nhà lý luận phê bình    | Chủ tịch Hội Điện ảnh Việt Nam                                                    | Chủ tịch Ban giám khảo |
| Vũ Xuân Hưng    | NSƯT                 | Đạo diễn                | Phó Giám đốc Hãng phim truyện Việt Nam                                            | Ủy viên                |
| Văn Lê          | NSƯT                 | Đạo diễn, nhà biên kịch | Thành viên Hãng phim Giải Phóng                                                   | Ủy viên                |
| Chu Lai         |                      | Nhà văn, nhà biên kịch  |                                                                                   | Ủy viên                |
| Ngọc Hiệp       | NSƯT                 | Diễn viên               |                                                                                   | Ủy viên                |
| Hoàng Tấn Phát  |                      | Nhà quay phim           | Phó chủ nhiệm khoa Nghệ thuật Điện ảnh, Trường Đại học Sân khấu – Điện ảnh Hà Nội | Ủy viên                |
| Phạm Quang Vĩnh | NSND                 | Họa sĩ                  |                                                                                   | Ủy viên                |
| Đặng Hữu Phúc   |                      | Nhạc sĩ                 |                                                                                   | Ủy viên                |
| Bùi Tuấn Dũng   |                      | Đạo diễn                | Thành viên Hãng phim truyện Việt Nam                                              | Ủy viên                |

### Phim truyện video
| Tên               | Danh hiệu | Nghề nghiệp   | Chức vụ                                                 | Vai trò                |
| ----------------- | --------- | ------------- | ------------------------------------------------------- | ---------------------- |
| Nguyễn Xuân Sơn   | NSƯT      | Đạo diễn      |                                                         | Chủ tịch Ban giám khảo |
| Nguyễn Hữu Phần   | NSƯT      | Đạo diễn      | Thành viên Đài Truyền hình Việt Nam                     | Ủy viên                |
| Trần Quốc Dũng    | NSƯT      | Nhà quay phim | Thành viên Hãng phim truyện Việt Nam                    | Ủy viên                |
| Phạm Nguyên Cẩn   | NSƯT      | Họa sĩ        | Trưởng Xưởng thiết kế mỹ thuật của Hãng phim Giải Phóng | Ủy viên                |
| Trọng Đài         | NSƯT      | Nhạc sĩ       | Giám đốc Nhà hát Ca múa nhạc Thăng Long                 | Ủy viên                |
| Lê Huỳnh Mỹ Duyên | NSƯT      | Diễn viên     |                                                         | Ủy viên                |
| Phạm Thùy Nhân    |           | Nhà viên kịch | Trưởng phòng Biên tập Hãng phim Giải Phóng              | Ủy viên                |

### Phim tài liệu, khoa học
| Tên             | Danh hiệu            | Nghề nghiệp             | Chức vụ                                                      | Vai trò                |
| --------------- | -------------------- | ----------------------- | ------------------------------------------------------------ | ---------------------- |
| Lò Minh         | NSƯT                 | Đạo diễn, nhà quay phim |                                                              | Chủ tịch Ban giám khảo |
| Đặng Xuân Hải   | NSƯT                 | Đạo diễn, nhà quay phim | Phó chủ tịch thường trực Hội Điện ảnh Việt Nam               | Ủy viên                |
| Trần Thanh Hiệp | Phó Giáo sư, Tiến sĩ |                         | Hiệu trưởng Trường Đại học Sân khấu – Điện ảnh               | Ủy viên                |
| Dương Cẩm Thúy  |                      | Nhà biên kịch           | Phó chủ tịch Hội Điện ảnh Việt Nam                           | Ủy viên                |
| Đinh Trọng Tuấn |                      | Nhà báo                 | Tổng biên tập Tạp chí Thế giới Điện ảnh                      | Ủy viên                |
| Trần Tuấn Hiệp  |                      | Nhà báo, đạo diễn       | Trưởng phòng Văn học Nghệ thuật của Đài Truyền hình Việt Nam | Ủy viên                |
| Trần Thùy Linh  |                      | Nhà văn                 | Phó giám đốc Trung tâm Sản xuất Phim truyền hình Việt Nam    | Ủy viên                |

### Phim hoạt hình
| Tên             | Danh hiệu | Nghề nghiệp      | Chức vụ                                   | Vai trò                |
| --------------- | --------- | ---------------- | ----------------------------------------- | ---------------------- |
| Đặng Hiền       | NSƯT      | Đạo diễn         |                                           | Chủ tịch Ban giám khảo |
| Nguyễn Tài      |           | Đạo diễn, họa sĩ |                                           | Ủy viên                |
| Lý Thu Hà       |           | Đạo diễn, họa sĩ | Thành viên Hãng phim Hoạt hình Việt Nam   | Ủy viên                |
| Trần Đăng Khoa  |           | Nhà thơ, nhà báo | Giám đốc kênh VOV, Đài Tiếng nói Việt Nam | Ủy viên                |
| Đinh Thiên Phúc |           | Nhà biên kịch    | Thành viên Hãng phim truyện Việt Nam      | Ủy viên                |

### Ban giám khảo báo chí
| Tên               | Danh hiệu | Nghề nghiệp            | Chức vụ                                               | Vai trò              |
| ----------------- | --------- | ---------------------- | ----------------------------------------------------- | -------------------- |
| Trịnh Lê Văn      | NSƯT      | Đạo diễn               | Trưởng ban Văn nghệ, Đài Truyền hình Việt Nam         | Trưởng Ban giám khảo |
| Đoàn Minh Tuấn    |           | Nhà biên kịch, nhà báo | Phó tổng biên tập Tạp chí Thế giới Điện ảnh           | Ủy viên              |
| Trần Bạch Tuyết   |           | Nhà báo                | Trưởng ban Văn hóa Nghệ thuật, Báo Sài Gòn Giải Phóng | Ủy viên              |
| Đinh Thúy Nga     |           | Nhà báo                | Trưởng ban Văn hóa Nghệ thuật, Báo Tuổi trẻ           | Ủy viên              |
| Cao Minh Hiền     |           | Nhà báo                | Trưởng ban Văn hóa Nghệ thuật, Báo Thanh niên         | Ủy viên              |
| Trần Hữu Thân     |           | Nhà báo                | Trưởng ban Văn hóa Nghệ thuật, Báo Người lao động     | Ủy viên              |
| Dương Phương Vinh |           | Nhà báo                | Trưởng ban Văn hóa Nghệ thuật, Báo Tiền Phong         | Ủy viên              |
| Chu Thu Hằng      |           | Nhà báo                | Trưởng ban Văn hóa Nghệ thuật, Báo Văn hóa            | Ủy viên              |
| Nguyễn Xuân Hải   |           | Nhà báo, nhà biên kịch | Trưởng ban Văn hóa Nghệ thuật, Báo Công an nhân dân   | Ủy viên              |
| Trần Việt Văn     |           | Nhà báo, phóng viên    | Biên tập viên Báo Lao động                            | Ủy viên              |
| Trần Bích Hạnh    |           | Nhà báo, phóng viên    | Biên tập viên Báo điện tử VietNamNet                  | Ủy viên              |

## Giải thưởng phim

### Phim truyện nhựa
| Giải thưởng       | Phim                        | Năm  | Biên kịch           | Đạo diễn              | Sản xuất                        | Nguồn  |
| ----------------- | --------------------------- | ---- | ------------------- | --------------------- | ------------------------------- | ------ |
| Bông sen vàng     | Đừng đốt                    | 2009 | NSND Đặng Nhật Minh | NSND Đặng Nhật Minh   | Hãng phim Hội Điện ảnh Việt Nam | [ 26 ] |
| Bông sen bạc      | Trăng nơi đáy giếng         | 2008 | Châu Thổ            | Nguyễn Vinh Sơn       | Hãng phim Giải Phóng            | [ 27 ] |
| Bông sen bạc      | Rừng đen                    | 2008 | Lê Ngọc Linh        | Vương Đức             | Hãng phim truyện Việt Nam       | [ 27 ] |
| Giải của BGK      | Huyền thoại bất tử          | 2008 | Lưu Huỳnh           | Lưu Huỳnh             | Hãng phim Phước Sang            | [ 28 ] |
| Giải của BGK      | Trái tim bé bỏng            | 2007 | Nguyễn Quang Lập    | NSND Nguyễn Thanh Vân | Hãng phim truyện Việt Nam       | [ 28 ] |
| Giải của báo chí  | Đừng đốt                    | 2009 | NSND Đặng Nhật Minh | NSND Đặng Nhật Minh   | Hãng phim Hội Điện ảnh Việt Nam | [ 18 ] |
| Giải của khán giả | 14 ngày phép                | 2008 | Nguyễn Trọng Khoa   | Nguyễn Trọng Khoa     | Hãng phim Chánh Phương          | [ 22 ] |
| Tham gia          | Chơi vơi                    | 2009 | Phan Đăng Di        | Bùi Thạc Chuyên       | Hãng phim Truyện I              | [ 29 ] |
| Tham gia          | Chuyện tình xa xứ           | 2008 | Nguyễn Hoài Nam     | Victor Vũ             | Công ty Giải trí Thần Đồng      | [ 30 ] |
| Tham gia          | Duyên trần thoát tục        | 2007 | Phạm Thùy Nhân      | NSƯT Lê Cung Bắc      | Công ty Giải trí Senafilm       | [ 31 ] |
| Tham gia          | Được sống                   | 2009 | Hà Anh Thu          | Trần Trung Dũng       | Hãng phim truyện Việt Nam       | [ 31 ] |
| Tham gia          | Giải cứu thần chết          | 2008 | Nguyễn Quang Dũng   | Nguyễn Quang Dũng     | Hãng phim Thiên Ngân            | [ 31 ] |
| Tham gia          | Hoài vũ trắng               | 2007 | Đặng Thu Hà         | Đào Duy Phúc          | Hãng phim Truyện I              | [ 31 ] |
| Tham gia          | Không cân sức               | 2009 | Nguyễn Mạnh Tuấn    | Trần Ngọc Phong       | Hãng phim Giải Phóng            | [ 31 ] |
| Tham gia          | Em muốn làm người nổi tiếng | 2007 | Hà Anh Thu          | NSƯT Nguyễn Đức Việt  | Hãng phim Hội Điện ảnh Việt Nam |        |
| Tham gia          | Mười                        | 2007 | Kim Tae Kyung       | Kim Tae Kyung         | Hãng phim Phước Sang            | [ 32 ] |

### Phim truyện video
| Giải thưởng   | Phim                       | Năm  | Biên kịch                      | Đạo diễn         | Sản xuất                         | Nguồn  |
| ------------- | -------------------------- | ---- | ------------------------------ | ---------------- | -------------------------------- | ------ |
| Bông sen vàng | Mười ba bến nước           | 2009 | Nguyễn Anh Nông                | Đặng Thái Huyền  | Điện ảnh Quân đội nhân dân       | [ 23 ] |
| Bông sen bạc  | Cây bản mệnh               | 2008 | Huỳnh Văn Nhị                  | Trần Ngọc Phong  | Hãng phim Giải Phóng             | [ 33 ] |
| Bông sen bạc  | Đường đua                  | 2009 | NSND Huy Thành                 | Nguyễn Trọng Hải | Hội Điện ảnh TP.HCM              | [ 33 ] |
| Tham gia      | Âm sắc của màn đêm         | 2009 | Thu Dung                       | Bùi Tuấn Dũng    | Trung tâm Điện ảnh chiều thứ bảy |        |
| Tham gia      | Đảo cần có anh             | 2009 | Nguyễn Thu Thủy                | Phạm Hoàng Hà    | Trung tâm Điện ảnh chiều thứ bảy | [ 34 ] |
| Tham gia      | Bốn thí nghiệm đêm tân hôn | 2008 | Bùi Chí Vinh, Nguyễn Chánh Tín | Nguyễn Chánh Tín | Hãng phim Chánh Tín              |        |
| Tham gia      | Ngôi nhà bí ẩn             | 2007 | Bùi Chí Vinh                   | Nguyễn Chánh Tín | Hãng phim Chánh Tín              | [ 35 ] |
| Tham gia      | Bức họa tình yêu           | 2009 | Ngọc Tâm                       | Hồ Ngọc Xum      | Hãng phim Giải Phóng             |        |
| Tham gia      | Con đường sáng             | 2008 | Đinh Thái Thụy                 | Đinh Thái Thụy   | Hãng phim Giải Phóng             | [ 35 ] |
| Tham gia      | Mai Hạc                    | 2009 | Nguyễn Minh Chí                | Trương Dũng      | Đài PTTH tỉnh Bình Phước         | [ 34 ] |
| Tham gia      | Phi vụ cuối cùng           | 2009 | Đoàn Minh Anh                  | Bùi Tuấn Dũng    | Điện ảnh Công an nhân dân        | [ 34 ] |

### Phim tài liệu nhựa
| Giải thưởng     | Phim                       | Năm  | Biên kịch                  | Đạo diễn                   | Sản xuất                   | Nguồn  |
| --------------- | -------------------------- | ---- | -------------------------- | -------------------------- | -------------------------- | ------ |
| Bông sen vàng   | Đất lạnh                   | 2008 | Nguyễn Sỹ Chung            | NSND Nguyễn Thước          | Hãng phim TLKHTW           | [ 36 ] |
| Bông sen bạc    | Những hy sinh thầm lặng    | 2007 | Phạm Thanh Hà / Phạm Huyên | Phạm Thanh Hà / Phạm Huyên | Điện ảnh Quân đội nhân dân | [ 37 ] |
| Giải thưởng BGK | Đám mây không dừng lại     | 2008 | Văn Lê                     | Đào Bá Sơn                 | Hãng phim Giải Phóng       | [ 38 ] |
| Tham gia        | Chủ tịch xã                | 2008 | Văn Lê                     | Văn Lê                     | Hãng phim Giải Phóng       |        |
| Tham gia        | Người Raglay ở Phước Thắng | 2008 | Ngụy Ngữ                   | Văn Lê                     | Hãng phim Giải Phóng       |        |
| Tham gia        | Dốc Hạ sỹ                  | 2008 | Phùng Kim Trọng            | Lưu Văn Quỳ                | Điện ảnh Quân đội nhân dân |        |
| Tham gia        | Đất đẻ                     | 2007 | Đào Thanh Tùng             | Đào Thanh Tùng             | Hãng phim TLKHTW           |        |
| Tham gia        | Khát vọng một vùng đất     | 2008 | Phan Thanh Tú              | Nguyễn Văn Hướng           | Hãng phim TLKHTW           |        |
| Tham gia        | Trầm tích                  | 2008 | Phùng Ty                   | Mạc Văn Chung              | Hãng phim TLKHTW           |        |

### Phim tài liệu video
| Giải thưởng     | Phim                                            | Năm  | Biên kịch          | Đạo diễn          | Sản xuất                        | Nguồn  |
| --------------- | ----------------------------------------------- | ---- | ------------------ | ----------------- | ------------------------------- | ------ |
| Bông sen bạc    | Đất tổ quê cha                                  | 2008 | Trần Cung, Tiến Sỹ | Vương Khánh Luông | Hãng phim TLKHTW                | [ 39 ] |
| Giải thưởng BGK | Tướng Đồng Sỹ Nguyên với Trường Sơn huyền thoại | 2009 | Nguyễn Hải Anh     | Nguyễn Hải Anh    | TFS                             | [ 38 ] |
| Tham gia        | Chất xám                                        | 2007 | Phan Huyền Thư     | NSND Nguyễn Thước | Hãng phim TLKHTW                |        |
| Tham gia        | Chuyện làm báo                                  | 2007 | Nguyễn Quốc Ánh    | Lê Văn Long       | Hãng phim TLKHTW                |        |
| Tham gia        | Con cần cha mẹ                                  | 2007 | Mạc Văn Chung      | Lê Tuấn Anh       | Hãng phim TLKHTW                |        |
| Tham gia        | Ký ức Trường Sơn                                | 2009 | Nguyễn Sỹ Chung    | Lê Hồng Chương    | Hãng phim TLKHTW                | [ 34 ] |
| Tham gia        | Mẹ, con đã về                                   | 2007 | Phan Huyền Thư     | Phan Huyền Thư    | Hãng phim TLKHTW                |        |
| Tham gia        | Người tôi cưu mang.com                          | 2008 | Phan Huyền Thư     | Phan Huyền Thư    | Hãng phim TLKHTW                |        |
| Tham gia        | Nghệ sỹ cung đình                               | 2008 | Nguyễn Thanh Tú    | Đào Thanh Tùng    | Hãng phim TLKHTW                |        |
| Tham gia        | Chu Văn An – người thầy của muôn đời            | 2007 | Hồ Chí Phổ         | Nguyễn Như Vũ     | Hãng phim Hà Nội                |        |
| Tham gia        | Chuyện không của riêng ai                       | 2009 | Nguyễn Văn Kiểm    | Cù Tất Dũng       | Điện ảnh Công an nhân dân       |        |
| Tham gia        | Đêm trắng                                       | 2007 | Phan Đình Minh     | Mai Hồng Khánh    | Điện ảnh Công an nhân dân       |        |
| Tham gia        | Nghề nguy hiểm                                  | 2008 | Hà Phương          | Trần Phi          | Điện ảnh Công an nhân dân       | [ 34 ] |
| Tham gia        | Sống giữa niềm tin                              | 2007 | Nguyễn Sỹ Chung    | Lâm Quang Ngọc    | Điện ảnh Công an nhân dân       | [ 34 ] |
| Tham gia        | Đường xa thăm thẳm                              | 2009 | Văn Lê             | Văn Lê            | Hãng phim Giải Phóng            |        |
| Tham gia        | Nơi con nước đi qua                             | 2008 | Văn Lê             | Nguyễn Thùy Trang | Hãng phim Giải Phóng            | [ 34 ] |
| Tham gia        | Để lại mùa xuân                                 | 2007 | Trần Mạnh Tâm      | Đặng Thái Huyền   | Điện ảnh Quân đội nhân dân      |        |
| Tham gia        | Ngược dòng thời gian                            | 2009 | Bùi Duy Đông       | Trần Vinh         | Điện ảnh Quân đội nhân dân      |        |
| Tham gia        | Những chấm xanh                                 | 2008 | Phạm Thanh Hà      | NSƯT Phạm Huyên   | Điện ảnh Quân đội nhân dân      | [ 34 ] |
| Tham gia        | Những người con của Leng Su Sìn                 | 2009 | Phùng Kim Trọng    | Phạm Hồng Thắng   | Điện ảnh Quân đội nhân dân      |        |
| Tham gia        | Giáo sư Trần Văn Khuê                           | 2009 | Lê Văn Duy         | Lê Văn Duy        | Hãng phim Nguyễn Đình Chiểu     |        |
| Tham gia        | Hồ Chí Minh nhìn từ thế kỷ XXI                  | 2007 | Lâm Quang Ngọc     | Nguyễn Anh Tuấn   | Hãng phim Hội Điện ảnh Việt Nam | [ 34 ] |
| Tham gia        | Huyền tích H'Mông                               | 2009 | Mã A Lềnh          | Vi Hòa            | Đài Truyền hình Việt Nam        |        |
| Tham gia        | Lưu Quang Vũ - Xuân Quỳnh gửi lại               | 2008 | Đào Trọng Khánh    | NSND Nguyễn Thước | Đài Truyền hình Việt Nam        | [ 34 ] |
| Tham gia        | Mắt Bác Hồ cười                                 | 2007 | Lâm Quang Ngọc     | Trần Quốc Huy     | Đài Truyền hình Việt Nam        |        |
| Tham gia        | Kiên Giang một tấm lòng                         | 2009 | Việt Bình          | Việt Bình         | Công ty phim Mê Kông            |        |
| Tham gia        | Thiếu tướng Nguyễn Hữu Vị                       | 2009 | Trần Văn Lương     | Văn Lê            | Công ty phim Mê Kông            | [ 34 ] |
| Tham gia        | Ký ức Cha Lo                                    | 2009 | NSƯT Vũ Oa         | NSƯT Vũ Oa        | Điện ảnh Biên Phòng             | [ 34 ] |
| Tham gia        | Người giữ hồn cho núi                           | 2007 | Hoàng Văn Luận     | Trần Hồng Tuyến   | Trung tâm phát hành phim Sơn La | [ 34 ] |
| Tham gia        | Tiếng chuông đen                                | 2009 | Lan Phương         | Lan Phương        | Hãng phim Trẻ                   |        |
| Tham gia        | Trăng 14                                        | 2009 | Lan Anh            | Dư Hoàng          | TFS                             |        |
| Tham gia        | Vùng đất hồi sinh                               | 2009 | Minh Dân           | Trần Thanh Tùng   | TTTCBD&ĐAHCM                    | [ 34 ] |
| Tham gia        | Việt Nam điểm đến của du khách                  | 2008 | Nguyễn Văn Thuật   | Nguyễn Đức Tuấn   | Công ty văn hóa Bắc Nam         |        |

### Phim khoa học
| Giải thưởng   | Phim                          | Năm  | Biên kịch             | Đạo diễn                  | Sản xuất                   | Nguồn  |
| ------------- | ----------------------------- | ---- | --------------------- | ------------------------- | -------------------------- | ------ |
| Bông sen vàng | Nước ngầm cảnh báo            | 2008 | Nguyễn Thu Tuyết      | Nguyễn Thị Việt Nga       | Hãng phim TLKHTW           | [ 39 ] |
| Bông sen bạc  | Cá rạn sang hô                | 2008 | Vũ Hoài Nam           | Vũ Hoài Nam               | Ban Khoa giáo VTV          | [ 39 ] |
| Bằng khen BGK | Nghệ thuật ngụy trang quân sự | 2007 | Nguyễn Điền           | Mai Trung Tuyến           | Điện ảnh Quân đội nhân dân | [ 37 ] |
| Bằng khen BGK | Rùa biển ở Việt Nam           | 2007 | Nguyễn Thu Tuyết      | Công Thành Đức            | Hãng phim TLKHTW           |        |
| Tham gia      | Lời nguyện cầu                | 2007 | Nguyễn Văn Hướng      | Nguyễn Văn Hướng          | Hãng phim TLKHTW           |        |
| Tham gia      | Đất trắng                     | 2008 | Nguyễn Thu Tuyết      | Nguyễn Như Vũ             | Hãng phim TLKHTW           | [ 34 ] |
| Tham gia      | Không khí và sự sống          | 2008 | Hoàng Ngọc Anh        | Hoàng Ngọc Dũng, Trần Phi | Hãng phim TLKHTW           | [ 34 ] |
| Tham gia      | Tháng ba giỗ mẹ               | 2007 | Đào Thanh Tùng        | Đào Thanh Tùng            | Hãng phim TLKHTW           |        |
| Tham gia      | Yến sào – bàu vật trời cho    | 2008 | Vũ Đức, Bùi Lưu Khanh | Công Thành Đức            | Hãng phim TLKHTW           |        |
| Tham gia      | Một ngày với Voọc quần đùi    | 2009 | Nguyễn Hồng Quảng     | Nguyễn Hồng Quảng         | Ban Khoa giáo VTV          | [ 34 ] |

### Phim hoạt hình
| Giải thưởng     | Phim                      | Năm  | Biên kịch                         | Đạo diễn             | Sản xuất                     | Nguồn  |
| --------------- | ------------------------- | ---- | --------------------------------- | -------------------- | ---------------------------- | ------ |
| Bông sen vàng   | Thỏ và rùa                | 2008 | Huyền Vũ, Mỹ Linh                 | Huỳnh Vĩnh Sơn       | Hãng phim Giải Phóng         | [ 40 ] |
| Bông sen bạc    | Bước nhảy của châu chấu   | 2007 | Đàm Thùy Dường                    | Phạm Ngọc Tuấn       | Hãng phim Hoạt hình Việt Nam | [ 20 ] |
| Giải thưởng BGK | Chim cút làm tổ           | 2008 | Đàm Thùy Dương, Minh Tuệ          | NSƯT Trần Trọng Bình | Hãng phim Hoạt hình Việt Nam | [ 38 ] |
| Giải thưởng BGK | Chuyện cổ loa thành       | 2008 | Đoàn Triệu Long                   | NSƯT Phương Hoa      | Đài Truyền hình Việt Nam     | [ 38 ] |
| Tham gia        | Có một chú cóc con        | 2009 | Phan Lê Hải                       | Trần Khánh Duyên     | Hãng phim Hoạt hình Việt Nam |        |
| Tham gia        | Cồ và Chíp                | 2008 | Minh Tuệ                          | NSƯT Phan Nhân Lập   | Hãng phim Hoạt hình Việt Nam |        |
| Tham gia        | Dưới một mái nhà          | 2007 | Dương Bích Ngọc                   | Phan Trung           | Hãng phim Hoạt hình Việt Nam |        |
| Tham gia        | Giai điệu mùa xuân        | 2007 | Hà Trang                          | Nguyễn Bảo Quang     | Hãng phim Hoạt hình Việt Nam |        |
| Tham gia        | Hiệp sĩ áo xanh           | 2008 | Hồng Minh                         | Lê Bình              | Hãng phim Hoạt hình Việt Nam |        |
| Tham gia        | Ngân hàng thời gian       | 2008 | Bùi Hoài Thu, Nguyễn Thu Trang    | Trần Dương Phấn      | Hãng phim Hoạt hình Việt Nam | [ 34 ] |
| Tham gia        | Những chú cá lạc đàn      | 2009 | Nguyễn Thu Trang, Phạm Thanh Hà   | Phùng Văn Hà         | Hãng phim Hoạt hình Việt Nam | [ 34 ] |
| Tham gia        | Nhiệm vụ tháng tư         | 2008 | Hoài Thu, Thanh Hà                | Lương Xuân Huy       | Hãng phim Hoạt hình Việt Nam | [ 34 ] |
| Tham gia        | Sự tích đảo Bà            | 2009 | Phạm Sông Đông, Phạm Thanh Hà     | Phạm Ngọc Tuấn       | Hãng phim Hoạt hình Việt Nam | [ 34 ] |
| Tham gia        | Thung lũng cỏ vàng        | 2009 | Bùi Hoài Thu                      | Lê Bình              | Hãng phim Hoạt hình Việt Nam | [ 34 ] |
| Tham gia        | Vào hang kiến             | 2007 | Nguyễn Toàn Thắng, Phạm Sông Đông | Trần Trọng Bình      | Hãng phim Hoạt hình Việt Nam | [ 34 ] |
| Tham gia        | Ve vàng và dế lửa         | 2007 | Lê Trường Đại                     | Phùng Văn Hà         | Hãng phim Hoạt hình Việt Nam | [ 34 ] |
| Tham gia        | Chiếc đèn đẹp nhất        | 2009 | Hoài Hương                        | NSƯT Phương Hoa      | Đài Truyền hình Việt Nam     |        |
| Tham gia        | Mai Hắc Đế                | 2008 | Trần Chí Thanh                    | Trần Thanh Việt      | Đài Truyền hình Việt Nam     |        |
| Tham gia        | Phùng Hưng                | 2008 | Yên Hà                            | Nguyễn Thái Hùng     | Đài Truyền hình Việt Nam     |        |
| Tham gia        | Truyền thuyết dòng Darơga | 2008 | NSƯT Hà Bắc                       | NSƯT Hà Bắc          | Hãng phim Giải Phóng         | [ 34 ] |

## Giải thưởng cá nhân

### Phim truyện nhựa
| Đạo diễn xuất sắc                     |                                 |
| - Bùi Thạc Chuyên – Chơi vơi.         |                                 |
| Biên kịch xuất sắc                    | Quay phim xuất sắc              |
| - NSND Đặng Nhật Minh – Đừng đốt.     | - Lý Thái Dũng – Chơi vơi.      |
| Họa sĩ xuất sắc                       | Âm nhạc xuất sắc                |
| - Lã Quý Tùng – Chơi vơi.             | - Đức Trí – Huyền thoại bất tử. |
| Nam diễn viên chính xuất sắc          | Nữ diễn viên chính xuất sắc     |
| - Dustin Nguyễn – Huyền thoại bất tử. | - Lan Hà – Trái tim bé bỏng.    |
| Nam diễn viên phụ xuất sắc            | Nữ diễn viên phụ xuất sắc       |
| - Bình Minh – 14 ngày phép            | - Hồng Ánh – Trái tim bé bỏng.  |

### Phim truyện video
| Đạo diễn xuất sắc                     |                                     |
| - Đặng Thái Huyền – Mười ba bến nước. |                                     |
| Biên kịch xuất sắc                    | Quay phim xuất sắc                  |
| - NSND Huy Thành – Đường đua.         | - Trịnh Tùng – Mười ba bến nước.    |
| Họa sĩ xuất sắc                       | Âm nhạc xuất sắc                    |
| - Lã Quý Tùng – Ngôi nhà bí ẩn.       | - Hoàng Lương – Âm sắc của màn đêm. |
| Nam diễn viên chính xuất sắc          | Nữ diễn viên chính xuất sắc         |
| - Trung Hiếu – Mười ba bến nước.      | - Hoàng Lan – Mười ba bến nước.     |
| Nam diễn viên phụ xuất sắc            | Nữ diễn viên phụ xuất sắc           |
| - Chu Sơn Tùng – Âm sắc của màn đêm.  | - Tuyết Liên – Mười ba bến nước.    |

### Phim tài liệu
| Đạo diễn xuất sắc                            | Biên kịch xuất sắc           |
| - NSND Lê Hồng Chương – Ký ức Trường Sơn.    | - Phan Huyền Thư – Chất xám. |
| Quay phim xuất sắc                           |                              |
| - Nguyễn Quốc Thành – Đám mây không dừng lại |                              |

### Phim hoạt hình
| Đạo diễn xuất sắc               | Biên kịch xuất sắc                | Âm nhạc xuất sắc                |
| - Nguyễn Vinh Sơn – Rùa và thỏ. | - Huyền Vũ, Mỹ Linh – Rùa và thỏ. | - Hoàng Lương – Sự tích đảo Bà. |